# Чхенкели, Михаил Зурабович
Михаил Зурабович Чхенкели (груз. მიხეილ ჩხენკელი; род. 1 апреля 1968, Тбилиси) — грузинский математик и государственный деятель; министр образования и науки Грузии (2017—2018; 2021—2023). Член Европейской академии (2018).

## Биография
Родился 1 апреля 1968 года в Тбилиси. В 1985 году с золотой медалью окончил первую среднюю школу Тбилиси. С отличием окончил механико-математический факультет Тбилисского государственного университета, был стипендиатом академика Николоза Мусхелишвили. Позднее окончил докторантуру в Пенсильванском университете, получив степень доктора математических наук.
В течение двадцати лет преподавал в ведущих университетах Америки, был председателем комитета компьютинга департамента математики, являлся членом жюри научных конференций студентов Математического общества Америки, организатором математических олимпиад и научно-исследовательских конференций, советником компании Cengage Learning, а также членом комитета престижной студенческой премии Барри Голдуотера. Принимает участие в международных научных конференциях, в том числе и Математического общества, и Математической ассоциации Америки. Он продолжает читать лекции в США, имеет тесную профессиональную связь с профессорами Гарвардского, Принстонского, Пенсильванского, Йельского, Колумбийского, Чикагского, Нью-Йоркского университетов, а также с учёными из университетов Брауна, Корнелла, Джонса Хопкинса.
Является одним из основателей Грузино-американского университета («ГАУ»). Преподавал в том же университете в должности профессора и в разное время занимал должности вице-президента, декана факультета информатики и инженерии.
1 ноября 2016 года был назначен проректором Тбилисского государственного университета.
С 14 ноября 2017 года занимал должность министра образования и науки Грузии, которую покинул в июле 2018 года.
С 13 ноября 2019 года был назначен министром образования, науки, культуры и спорта Грузии. В марте 2023 года покинул свой пост.

## Семья
- Отец — Зураб Чхенкели, германист, возглавлял кафедру иностранных языков Тбилисского технического университета;
- Мать — Мери Бакрадзе, специалист по английскому языку, преподавала на факультете западноевропейских языков и литературы Тбилисского государственного университета.